# Starringer

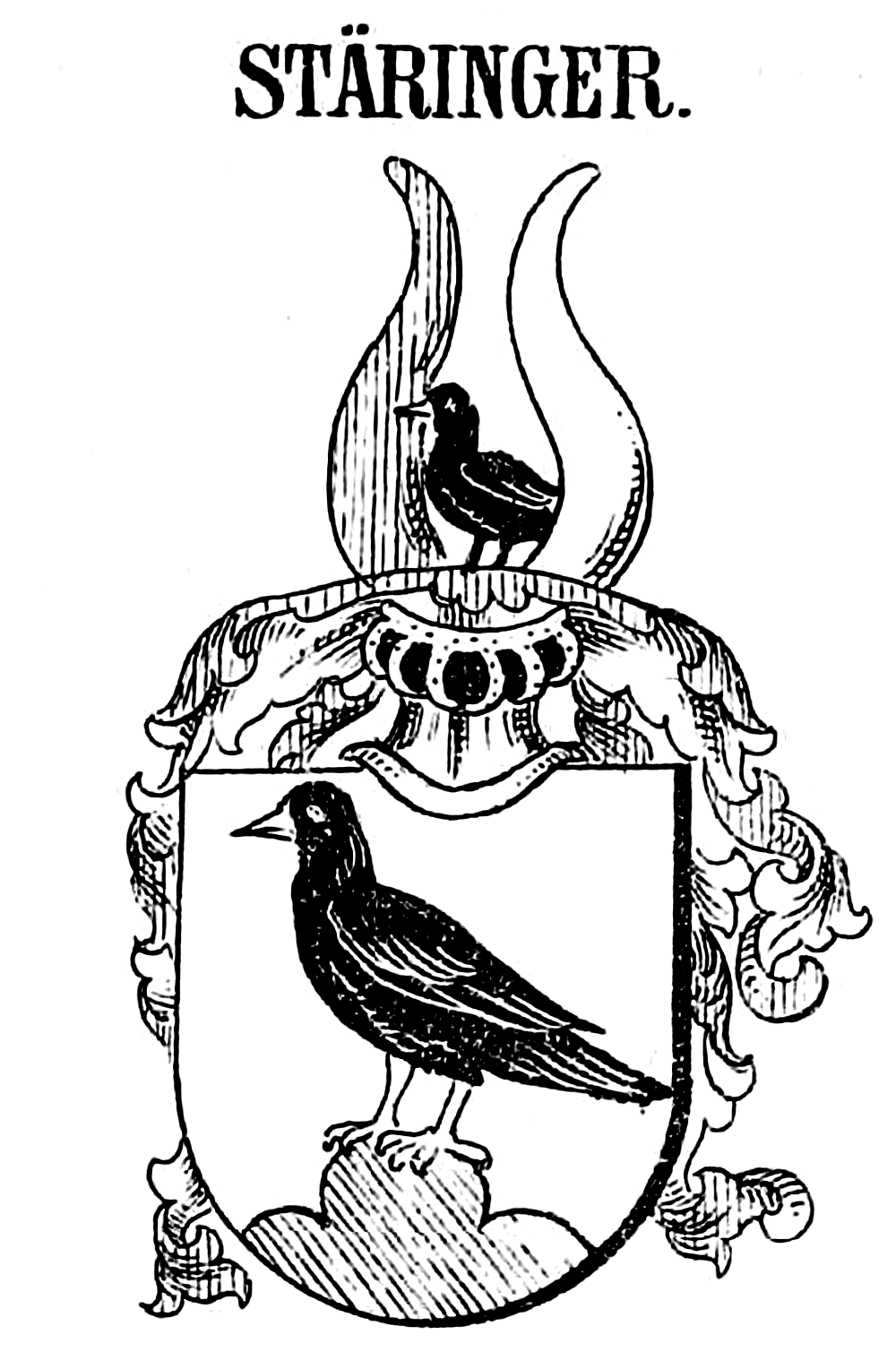
Wappen der Starringer

Die Starringer, auch Staringer oder Stäringer, sind ein seit dem Jahr 1010 urkundlich nachweisbares bayerisches Geschlecht  mit adeligen, bürgerlichen und bäuerlichen Namensträgern.

## Herkunft
Sie stammen aus dem bereits 818 erwähnten Starginum/Stargina, heute Bau-/Hofstarring (1229 Starring) im Landkreis Erding. Die Namensherkunft ist nicht geklärt. Ob der Ort Starring der Familie den Namen gab, oder ein germanischer Sippenvorstand Star (bei der Sippe des Star) dem Ort den Namen gab, ist nicht bekannt. Starringer erscheinen, nach dem 1010 genannten Gotehart, ab 1130 als Ministeriale, Ritter und Nobilis im Dienste der Wittelsbacher. 
Eine erste Stammtafel der Starringer wurde 1598 von dem bayrischen Geschichtsschreiber Wiguleus Hund (1514–1588) erstellt. Der adelige männliche Zweig starb laut Testament des Rueprecht Staringer von Kalling um 1575 aus. Die bäuerliche und bürgerliche Linie existiert noch heute. 1707/10 emigrierten einige aus der Familie von Alzey (Herzogtum Pfalz-Neuburg) nach Amerika. In den USA gibt es unter dem Namen „Starnes“ einen Verein der eingewanderten Starringer.

## Persönlichkeiten
Persönlichkeiten waren: 
- 1231 Marquardus nobilis de Staeringen[5]
- 1270 Nobilis und Equites Arnoldus, Artolphus, Udalricus und Otto Staringer[6] Das Wappen der Letzteren befindet sich in der Klosterkirche in Raitenhaslach.

In der zweiten Hälfte des 14. Jahrhunderts erwarben die geadelten Staringer von Hofstarring das „Schloss Kalling“, das heute noch besteht. In Maiselsberg steht ihre Grabeskirche mit den Epitaphen von Erasmus († 1389) und Jörg († 1495) Staringer. Persönlichkeiten der Staringer von Kalling waren:
- Erasmus Staringer, Richter in Erding und Probst des Klosters Frauenchiemsee
- Georg Staringer, Hofkastner und Rat der Stadt Landshut von 1531 bis 1565
- Sigmund Staringer, Pfleger der Stadt Dingolfing 1530–1555
- Anna zu Moos und Köllnpach, die Enkelin von Georg Staringer heiratet 1567 Johann Albrecht Freiherr von Preysing. Ihr Epitaph befindet sich in der St. Martinskirche in Landshut.

## Wappen
Blasonierung: In Silber auf grünem Dreiberg ein schwarzer Star. Auf dem Helm mit rot-silbernen Helmdecken ein Star zwischen einem roten (rechts) und einem silbernen Büffelhorn.